# Římskokatolická farnost Praha-Holešovice
Římskokatolická farnost u kostela sv. Antonína Praha-Holešovice je územní společenství římských katolíků v rámci IV. pražského vikariátu v pražské arcidiecézi.

## Historie
Roku 1352 byla v Holešovicích zřízena plebánie. Mezi léty 1656 až 1680 byla farnost spravována františkány od Panny Marie Sněžné na Novém Městě pražském. V letech 1680 až 1785 pak kněžími Řádu křižovníků.  
V roce 1787 se Holešovice staly filiálkou bubenečské farnosti. Roku 1899 byla vzhledem k rozšiřování Prahy do dřívějších předměstí zřízena farní exopositura a roku 1908 začal být stavěn nový kostel – sv. Antonína Paduánského na Strossmayerově náměstí, neboť kostel sv. Klimenta přestal svou kapacitou postačovat rozšiřujícím se Holešovicím a Bubnům. Kostel byl vysvěcen pražským arcibiskupem Lvem kardinálem Skrbenským v roce 1914 a roku 1919 byla farní expositura povýšena na farnost. V témže roce byl v severní věži zavěšen zvon Václav - kopie Zvonu svobody v americké Filadelfii, darovaný americkými krajany prezidentu Masarykovi.  
Autorem stavby je architekt František Mikš, jeho stavba se však ve své době dočkala tvrdé kritiky z řad zastánců rodícího se proudu moderní architektury.

## Bohoslužby
| Kostel              | Místo            | Bohoslužba                                       | Bohoslužba                               | Poznámka        |
| ------------------- | ---------------- | ------------------------------------------------ | ---------------------------------------- | --------------- |
| Kostel sv. Antonína | Praha-Holešovice | neděle pondělí úterý středa čtvrtek pátek sobota | 8,00 (mimo VII. a VIII.) a 10,00 a 18,00 | farní kostel    |
| Kostel sv. Klimenta | Praha-Holešovice | neděle                                           | 19,15 - adorace (kromě VII. a VIII.)     | filiální kostel |

## Duchovní farnosti
- dp. Pavel Semela – farář
- dp. Mgr. Mariusz Stanisław Walczak – farní vikář
- P. Mgr. Michael Jan Špán, O.S.B. – pomocný duchovní
- Ct. p. Jiří Beran – jáhen